# Ericeia lituraria
Espèce
Synonymes
- Alamis lituraria Saalmüller, 1880

Ericeia lituraria est une espèce d'insectes de l'ordre des lépidoptères (papillons), de la famille des Noctuidae.
On le trouve en Afrique au sud du Sahara et sur les îles de l'Océan Indien.

## Systématique
L'espèce Ericeia lituraria a été initialement décrite par Max Saalmüller (d) en 1880 sous le protonyme de Alamis lituraria.

## Description
Son envergure est d'environ 25-30 mm.